# Ferrière-sur-Beaulieu
Ferrière-sur-Beaulieu település Franciaországban, Indre-et-Loire megyében. Lakosainak száma 707 fő (2022. január 1.). Ferrière-sur-Beaulieu Beaulieu-lès-Loches, Chambourg-sur-Indre, Genillé, Loches, Perrusson, Saint-Quentin-sur-Indrois és Sennevières községekkel határos.

## Népesség
A település népességének változása:
| Lakosok száma | 239  | 365  | 475  | 611  | 740  | 738  | 734  | 716  | 707  | 707  |
|               | 1968 | 1982 | 1990 | 2006 | 2013 | 2015 | 2017 | 2019 | 2020 | 2022 |